# Paul Williams (saxofonist)
Paul 'Hucklebuck' Williams (Lewisburg, 13 juli 1915 - New York, 14 september 2002) was een Amerikaanse rhythm-and-blues- en bluessaxofonist, componist en orkestleider.

## Biografie
Na optredens met Clarence Dorsey en King Porter formeerde Williams in 1947 zijn eigen band. In 1949 hadden ze met het bluesnummer The Hucklebuck, gebaseerd op Charlie Parkers Now's the Time, een grote hit in de r&b-hitlijst bij Savoy Records. Na dit succes noemde de band zich Paul Williams and his Hucklebuckers. Het nummer werd door meerdere bekende artiesten gecoverd, onder wie Tommy Dorsey, Frank Sinatra, Roy Milton en Lionel Hampton. Naast The Hucklebuck had Williams nog een reeks hits, waaronder 35-30 (1948) en Walkin' Around (1949).
In 1952 nam Williams met zijn band deel aan het Moondog Coronation Ball in Cleveland, dat telde als het eerste rock-'n-rollconcert. In de jaren 1960 werkte hij in de huisband van Atlantic Records en als orkestleider voor Lloyd Price en James Brown. Eind jaren 1960 trok Williams zich terug uit de muziekbusiness en richtte hij een artiestenagentschap op.

## Overlijden
Paul Williams overleed in september 2002 op 87-jarige leeftijd.
- Bibliothèque nationale de France: cb13993322v (data)
- Gemeinsame Normdatei: 1078702551
- International Standard Name Identifier: 0000 0000 3219 2933
- Library of Congress Control Number: n95050652
- Nationale Bibliotheek van Letland: 000106157
- MusicBrainz: 884a6655-7a15-4590-8c71-e4cb29c15f01
- Nederlandse Thesaurus van Auteursnamen: 101849346
- Istituto Centrale per il Catalogo Unico: PCMV006262
- SNAC: w6hq79m5
- Système universitaire de documentation: 159309573
- Virtual International Authority File: 76510314
- WorldCat: E39PBJc7TfmmQ48pF77RTdgYfq